# Nguyễn Hồng Nghi
Nguyễn Hồng Nghi (19 tháng 12 năm 1918 – 12 tháng 2 năm 1991) là một trong những nhà nhiếp ảnh, đạo diễn điện ảnh tiên phong của điện ảnh cách mạng Việt Nam, nguyên Phó Giám đốc Hãng phim Tài liệu và Khoa học Trung ương, Tổng thư ký đầu tiên của Hội Điện ảnh Việt Nam. Bắt đầu với sự nghiệp nhiếp ảnh từ trước Cách mạng Tháng Tám, ông để lại nhiều dấu ấn với các tác phẩm về Chủ tịch Hồ Chí Minh cũng như các cuộc chiến đấu của nhân dân Hà Nội và được truy tặng Giải thưởng Nhà nước cho lĩnh vực nhiếp ảnh. Chuyển dần sang lĩnh vực điện ảnh, ông tiếp tục là một trong những nhà làm phim tài liệu tiên phong và đã tham gia nhiều bộ phim được đánh giá cao cũng như giành được nhiều giải thưởng.
Về sau, ông bắt đầu sự nghiệp phim truyện với vai trò đạo diễn của Chung một dòng sông, phim truyện đầu tiên của miền Bắc Việt Nam sau năm 1954 và cũng là bộ phim truyện đầu tiên của điện ảnh cách mạng Việt Nam. Là tác giả của nhiều bộ phim tài liệu và phim truyện được đánh giá cao, Nguyễn Hồng Nghi được nhà nước Việt Nam lần lượt truy tặng danh hiệu Nghệ sĩ ưu tú và Nghệ sĩ nhân dân. Gắn bó với nền điện ảnh cách mạng từ những ngày đầu thành lập, ông được xem là một trong những đạo diễn thuộc thế hệ vàng của điện ảnh Việt Nam bên cạnh các Nghệ sĩ nhân dân như Phạm Văn Khoa, Phạm Kỳ Nam, Hồng Sến, Đặng Nhật Minh.

## Thuở niên thiếu
Nguyễn Hồng Nghi sinh ngày 19 tháng 12 năm 1918 trong một gia đình Nho học có truyền thống văn học tại xã Vị Xuyên, huyện Mỹ Lộc, tỉnh Nam Định (nay là phường Vị Xuyên, thành phố Nam Định, tỉnh Nam Định). Khi còn ở Nam Định, ông từng là bạn bè thân thiết với một số văn nghệ sĩ cùng quê như nhà thơ Nguyễn Bính, nhà nghiên cứu Vũ Khiêu. Về sau khi trở thành một trong những nhà nhiếp ảnh được làm việc với Chủ tịch Hồ Chí Minh, Nguyễn Hồng Nghi được Hồ Chủ tịch tặng một chiếc máy ảnh cỡ 6x6 hiệu Zeiss Ikon. Ông đã tặng lại chiếc máy ảnh này cho Vũ Khiêu.

## Nhà nhiếp ảnh

### Khởi nghiệp với hiệu ảnh
Từ sớm, ông đã cùng người anh đồng hao là Trần Văn Lưu tự mày mò học nghề nhiếp ảnh, mở hiệu ảnh "Á Đông ảnh quán" (Asie Photo) ở Nam Định. Năm 1942, ông mang tác phẩm về Hà Nội cùng tổ chức một triển lãm ảnh với các nhà nhiếp ảnh Nguyễn Hồng Tranh, Vũ Năng An. Không chỉ nhận được sử chú ý của các nhà nghệ thuật trong nước mà còn được nhắc đến trên báo chí Pháp, rất nhiều bài báo đã giành tặng lời khen cho các tác phẩm của ông. Từ đó Nguyễn Hồng Nghi bắt đầu nổi tiếng trong giới nhiếp ảnh nghệ thuật ở Thủ đô. Một thời gian sau, hai anh em Nguyễn Hồng Nghi chính thức lập nghiệp ở Hà Nội với hiệu ảnh "Hà Nội ảnh quán" (Photo Atelier) tại số 2 phố Cột Cờ (bấy giờ có tên là Avenue Puginier, nay là phố Điện Biên Phủ). Tháng 2 năm 1944, ông tham gia cuộc thi nhiếp ảnh do báo Indochine tổ chức và giành được giải 5. Cũng trong năm 1944, ông bắt đầu tham gia cách mạng và hoạt động trong Hội Truyền bá Quốc ngữ. Để có kinh phí quỹ cho hội hoạt động, Nguyễn Hồng Nghi từng cùng nhà thơ Bùi Hạnh Cẩn tổ chức biểu diễn kịch của Nguyễn Bính.

### Cách mạng Tháng Tám và ATK
Đến năm 1945 khi Cách mạng Tháng Tám bùng nổ, Nguyễn Hồng Nghi cũng như nhiều nhà nhiếp ảnh có tiếng đương thời đã hưởng ứng lời kêu gọi của Mặt trận Việt Minh, tham gia vào công tác ghi lại hình ảnh các cuộc đấu tranh của nhân Thủ đô. Trong tình trạng thiếu máy móc và trang thiết bị nhiếp ảnh của miền Bắc Việt Nam lúc bấy giờ, cùng các nhà nhiếp ảnh Nguyễn Bá Khoản, Vũ Năng An, Đinh Đăng Định, Nguyễn Hồng Nghi đã góp phần lưu lại những bức ảnh, thước phim tư liệu quý về Tổng khởi nghĩa Hà Nội, Ngày Quốc khánh 2 tháng 9 năm 1945, cũng như các sự kiện lịch sử khác gắn liền với chính quyền Việt Nam Dân chủ Cộng hòa còn non trẻ. Năm 1946, ông đã triển lãm những bức ảnh của mình về bình dân học vụ tại nhà thông tin triển lãm Tràng Tiền Hà Nội, trong đó có bức ảnh nổi tiếng Qua bến đò Quan. Tháng 3 cùng năm, Bộ trưởng Bộ Nội vụ đương thời là Đại tướng Võ Nguyên Giáp đã cho phép ông xuất bản tạp chí Tân Quang, với tần suất 1 tháng 2 kỳ ở Nam Định.
Nguyễn Hồng Nghi được xem là một trong những nhà nhiếp ảnh tiên phong gắn liền với Hà Nội vào nửa đầu thế kỷ 20, một trong những nghệ sĩ đóng vai trò chủ chốt của nền nhiếp ảnh cách mạng Việt Nam, là những nhân chứng của lịch sử. Những bức ảnh của ông về Chủ tịch Hồ Chí Minh sau Cách mạng Tháng Tám nhận được rất nhiều sự yêu mến. Cuối năm 1946, đầu năm 1947, toàn quốc kháng chiến bùng nổ, Nguyễn Hồng Nghi lên ATK Việt Bắc và tiếp tục sự nghiệp nhiếp ảnh tại đây. Cũng từ đây, ông được giao phụ trách Ban Nhiếp ảnh – Điện ảnh thuộc Nha Thông tin – Tuyên truyền. Năm 1947, một triển lãm ảnh đã diễn ra tại Việt Bắc, các tác phẩm của Nguyễn Hồng Nghi một lần nữa được dư luận chú ý và đánh giá cao, trở thành một cột mốc trong sự nghiệp của ông.
Vào những năm đầu thập niên 50, Nguyễn Hồng Nghi được giao cho chiếc máy quay phim duy nhất của miền Bắc Việt Nam lúc bấy giờ. Cũng nhờ vậy mà không chỉ là một trong những nhà quay phim đầu tiên ở Việt Bắc, ông còn là một trong số ít nhà quay phim được ghi hình Hồ Chủ tịch khi ông còn ở ATK này. Năm 1950, tập ảnh kháng chiến của Nguyễn Hồng Nghi bao gồm hình ảnh về Chủ tịch Hồ Chí Minh và nhiều đề tài khác như bình dân học vụ, rào làng kháng chiến, phá đường kháng địch, được trưng bày tài Ðại hội Văn nghệ toàn quốc lần thứ nhất họp tại Việt Bắc. Đây là triển lãm ảnh đầu tiên được tổ chức ở tiền phương trong giai đoạn chiến tranh này.

### Sau năm 1975
Là người đồng hành cùng ngành nhiếp ảnh qua nhiều cột mốc lịch sử, sau ngày đất nước tái thống nhất, Nguyễn Hồng Nghi đã tổ chức nhiều triển lãm ảnh như triển lãm "Một số hình ảnh kỉ niệm 25 năm ngành Điện ảnh Việt Nam 15/3/1951–15/3/1978". Sau khi nghỉ hưu, ông vẫn tiếp tục sự nghiệp sáng tạo mở triển lãm ảnh "Đất nước" tại Hà Nội, thành phố Hồ Chí Minh và lần đầu tiên ở nước ngoài (Luân Đôn, Anh) vào năm 1982. Năm 1990, tấm ảnh chụp Chủ tịch Hồ Chí Minh vào năm 1948 có tên Phút nghỉ ngơi của Nguyễn Hồng Nghi đã đoạt giải Nhất cuộc thi ảnh toàn quốc nhân kỷ niệm sinh nhật lần thứ 100 của Hồ Chủ tịch. Năm 2004, sách ảnh "Chủ tịch Hồ Chí Minh" được Bảo tàng Hồ Chí Minh và Nhà xuất bản Thông tấn giới thiếu đến độc giả. Cuốn sách chứa hơn 350 bức ảnh quý Chủ tịch Hồ Chí Minh được tuyển chọn từ hàng vạn tác phẩm được lưu trữ tại bảo tàng, trong đó có các tác phẩm của Nguyễn Hồng Nghi. Năm 2007, bộ ảnh về Hồ Chủ tịch và bộ ảnh bình dân học vụ đã giúp ông được truy tặng Giải thưởng Nhà nước về Văn học Nghệ thuật cho nhiếp ảnh.

## Nhà làm phim tài liệu

### Trước 1954
Năm 1951, ngay sau khi đạo diễn Phan Nghiêm thực hiện thành công bộ phim Trận Đông Khê, Nguyễn Hồng Nghi được giao nhiệm vụ cùng bộ đội tham gia chiến dịch Hoàng Hoa Thám và thực hiện bộ phim tài liệu Dân công phục vụ tiền tuyến. Ông đã mở đầu sự nghiệp điện ảnh của mình bằng bộ phim tài liệu 16mm này. Lúc bấy giờ, Chiến tranh Đông Dương là một chủ đề nóng trong dư luận quốc tế, nhiều nước đã cử các đoàn quay phim đến Việt Nam. Nguyễn Hồng Nghi là một trong những nhà quay phim tham gia các bộ phim hợp tác sản xuất trong thời gian này. Trong những bộ phim ông tham gia quay, có Việt Nam kháng chiến của đạo diễn người Trung Quốc Xướng Hạc Linh (唱鹤翎) – bộ phim hợp tác quốc tế đầu tiên của Việt Nam. Sau khi bộ phim Việt Nam kháng chiến hoàn thành, ông tham gia đoàn làm phim của đạo diễn Mai Lộc ghi lại những thước phim về Chiến thắng Tây Bắc. Đây là bộ phim tài liệu đầu tiên quay bằng phim nhựa 35mm, có độ dài 8 cuốn. So với nhiều phim tài liệu theo phong cách phóng sự ngắn trước đây, Chiến thắng Tây Bắc đã có độ dài tương đối của một tác phẩm tài liệu có giá trị về nội dung và nghệ thuật.
Năm 1952, phòng Điện ảnh – Nhiếp ảnh chuyển từ Tuyên Quang về Đồi Cọ. Cơ quan điện ảnh tại Đồi Cọ của chiến khu Việt Bắc lúc bấy giờ chính là nơi khai sinh của điện ảnh cách mạng Việt Nam. Nguyễn Hồng Nghi thuộc ban Nhiếp ảnh cùng với một số nhà làm phim khác như Nguyễn Tiến Lợi, Phan Nghiêm, Phạm Văn Khoa. Đồng thời, ông cùng Phan Nghiêm chịu trách nhiệm trực tiếp bộ phận kỹ thuật. Ngày 15 tháng 3 năm 1953, Chủ tịch Hồ Chí Minh ký Sắc lệnh số 147/SL quyết định đặt phòng Điện - Nhiếp ảnh thuộc Nha Tuyên truyền và Văn nghệ thành một doanh nghiệp Quốc gia lấy tên Doanh nghiệp quốc gia chiếu bóng và chụp ảnh Việt Nam, chính thức khai sinh ngành Điện ảnh Việt Nam.

#### Chiến thắng Điện Biên Phủ
Cũng trong khoảng thời gian này, khi quân dân Việt Nam đang ráo riết chuẩn bị cho Chiến dịch Điện Biên Phủ thì ngành điện ảnh Việt Nam cũng chuẩn bị lực lượng để ghi lại cuộc chiến này. Để có được bộ phim tài liệu hoàn chỉnh và cái nhìn tổng quan về chiến dịch, rất nhiều nhà làm phim tài liệu Việt Nam đã tham gia quay phim ở nhiều nơi khác nhau, đặc biệt là 2 tổ quay đã theo đoàn quân tiến sâu vào Điện Biên Phủ. Tổ thứ nhất bao gồm Nguyễn Ngọc Quỳnh, Nguyễn Quý Lục và Nguyễn Văn Sinh do Nguyễn Tiến lợi làm đội trưởng và đảm nhiệm quay phim chính. Tổ thứ hai bao gồm Nguyễn Hồng Nghi, Nguyễn Thụ, Nguyễn Phu Cấn, Nguyễn Như Ái và Nguyễn Đăng Bảy. Những thước phim chiến đấu ròng rã suốt nhiều tháng trời, kết hợp với những thước phim về sự chuẩn bị ở hậu phương, các công việc chuẩn bị ở hậu cần, tất cả được tổng hợp và biên tập nên bộ phim tài liệu Điện Biên Phủ (hay thường gọi là Chiến thắng Điện Biên Phủ).
Sau khi hoàn thành, bộ phim đã được công chiếu rộng rãi ở nhiều quốc gia trên thế giới và được sự đón nhận mạnh mẽ của khán giả. Bộ phim không chỉ được xem là tác phẩm đánh dấu sự trưởng thành của nền điện ảnh cách mạng, mà còn là tác phẩm gây tiếng vang đầu tiên đánh dấu sự ra đời của điện ảnh Việt Nam. Trong sơ thảo Lịch sử điện ảnh cách mạng Việt Nam xuất bản năm 1983 của Cục Điện ảnh đã đánh giá: "Chiến thắng Điện Biên Phủ là tác phẩm tổng kết cả một giai đoạn phát triển đầu tiên của điện ảnh dân tộc Việt Nam trưởng thành trong chiến đấu". Cả hai bộ phim Nguyễn Hồng Nghi cùng hợp tác với đạo diễn Nguyễn Tiến Lợi là Chiến thắng Tây Bắc và Chiến thắng Điện Biên Phủ đều nhận được Bông sen vàng cho phim tài liệu nhân 20 năm thành lập ngành điện ảnh Việt Nam (1953–1973). Riêng bộ phim tài liệu Chiến thắng Điện Biên Phủ đã giúp đạo diễn Nguyễn Tiến Lợi được truy tặng Giải thưởng Nhà nước về Văn học nghệ thuật cho lĩnh vực điện ảnh.

#### Việt Nam trên đường thắng lợi
Ngay sau khi chiến dịch Điện Biên Phủ kết thúc, một đoàn làm phim của Liên Xô bao gồm các nhà làm phim tài liệu Roman Lazarevich Karmen, Vladimir Semyonovich Yeshurin và Evgeny Mukhin đã sang Việt Nam để quay bộ phim tài liệu mang tên Việt Nam. Ngoài đoàn làm phim đến từ Liên Xô, có các nhà làm phim Việt Nam đã tham gia vào công tác kỹ thuật, trong đó có Hồng Nghi cùng Phạm Văn Khoa và Nguyễn Tiến Lợi. Bên cạnh những thước phim được quay bằng cách dàn dựng lại bối cảnh, bộ phim còn sử dụng những thước phim được quay trong thời gian chiến dịch diễn ra của Hồng Nghi cũng như các nhà quay phim Mai Lộc, Nguyễn Tiến Lợi. Bản gốc của bộ phim vốn dĩ là phim màu. Sau khi hoàn thành bộ phim, đạo diễn Roman Karmen đã gửi tặng lại một bản cho các cộng sự người Việt Nam. Nhưng vì điều kiện kỹ thuật làm phim của Việt Nam tại những năm thập niên 50 còn thô sơ, không thể tráng được phim màu, nên khán giả Việt Nam chỉ biết đến bộ phim dưới dạng trắng đen cùng lời bình của nhà văn Nguyễn Đình Thi cùng tên gọi Việt Nam trên đường thắng lợi. Năm 2004, Đài Truyền hình Việt Nam đã mua bản quyền bản phim màu từ Viện Lưu trữ phim ảnh - tài liệu quốc gia Liên bang Nga. Đến tháng 4, phiên bản màu với cái tên chính thức mới được phát sóng ở Việt Nam.
Một phần tư liệu từ đoàn làm phim Việt Nam đặc biệt là những cảnh quay vào ngày 1 tháng 1 năm 1955 khi nhân dân đón Chủ tịch Hồ Chí Minh và Chính phủ từ chiến khu Việt Bắc trở về Thủ đô, và toàn văn bài phát biểu của Hồ Chủ tịch tại Quảng trường Ba Đình, đã được biên tập lại trở thành bộ phim Ngày lịch sử. Được hoàn thành từ năm 1955 nhưng bộ phim này mãi đến năm 2005 mới được phát sóng lần đầu tiên ở Việt Nam. Những thước phim này được đánh giá là có tầm quan trọng lớn về mặt xã hội và chính trị, không chỉ đối với người Việt Nam mà còn đối với hàng trăm nghìn khán giả Liên Xô cũng như Trung Quốc và các nước dân chủ nhân dân khác.

### Sau 1954
Năm 1954, hòa bình lập lại ở miền Bắc Việt Nam, chính phủ chuyển từ Việt Bắc về Hà Nội, Nguyễn Hồng Nghi cũng theo đó ghi lại những thước phim lịch sử như Đón Trung ương Đảng và Bác Hồ về thủ đô, Mùa xuân trên khu tập kết Pathet Lào. Năm 1960, Nguyễn Hồng Nghi trở thành một trong những đạo diễn của bộ phim tài liệu Vài hình ảnh về đời hoạt động của Hồ Chủ tịch – tác phẩm tài liệu dài đầu tiên về Chủ tịch Hồ Chí Minh. Cũng như hai bộ phim hợp tác cùng đạo diễn Nguyễn Tiến Lợi, bộ phim tài liệu về Hồ Chủ tịch của Nguyễn Hồng Nghi đã nhận được Bông sen vàng cho phim tài liệu nhân 20 năm thành lập ngành điện ảnh Việt Nam (1953–1973) tại Liên hoan phim Việt Nam lần thứ 2. Đây được xem là thành công đầu tiên của điện ảnh tài liệu Việt Nam trong việc xây dựng hình tượng Hồ Chủ tịch trên màn ảnh. Những năm sau đó, ông lần lượt thực hiện nhiều bộ phim tài liệu khác như Ngọn cờ giải phóng (1965 – kỷ niệm 20 năm cách mạng Lào); Tiếng gọi Mùa Xuân (1968 – phim về Chủ tịch Hồ Chí Minh) và là đồng đạo diễn phim về lễ tang Hồ Chủ tịch (1969).
Sau năm 1968, ông giành phần lớn thời gian cho công việc quản lý ở Hội Điện ảnh Việt Nam nên không có điều kiện sáng tác các bộ phim hoàn chỉnh. Nhưng ông vẫn tìm cách tự khắc phục bằng cách một mình một máy quay ghi lại nhiều thước phim tư liệu, trong đó có hình ảnh Hồ Chủ tịch với Tết trồng cây cuối cùng vào đầu năm 1969 tại xã Vật Lại. Ông còn phối hợp với tỉnh Lai Châu làm bộ phim tài liệu Lai Châu mùa gặt giúp đẩy mạnh phong trào sáng tác văn nghệ tỉnh biên giới này.

## Đạo diễn phim truyện
Năm 1956, Doanh nghiệp quốc gia chiếu bóng và chụp ảnh Việt Nam được tách làm 2 bộ phận là Xưởng phim Việt Nam và Quốc doanh phát hành phim và chiếu bóng Việt Nam (nay là FAFIM Việt Nam). Năm 1959 là năm ngành điện ảnh Việt Nam bắt đầu có những bước ngoặt phát triển mạnh mẽ với sự ra đời của Trường Điện ảnh Việt Nam, Nhà máy cơ khí điện ảnh, và Xưởng phim Việt Nam được tách thành Xưởng Phim truyện Việt Nam, Xưởng phim Hoạt họa và búp bê, Xưởng phim Thời sự, tài liệu Trung ương. Trong giai đoạn này, Nguyễn Hồng Nghi bắt đầu tham gia vào mảng phim truyện.

### Chung một dòng sông
Năm 1958, kịch bản phim Chung một dòng sông được Xưởng phim truyện Việt Nam đưa vào sản xuất. Đây là phim truyện đầu tiên của miền Bắc Việt Nam sau năm 1954 và là bộ phim truyện đầu tiên của nền Điện ảnh cách mạng Việt Nam. Cùng với Phạm Kỳ Nam vừa tốt nghiệp từ trường điện ảnh Pháp, Nguyễn Hồng Nghi bắt đầu nghiên cứu kịch bản của Cao Đình Báu và Đào Xuân Tùng. Bộ phim tiến hành quay trong vòng 4 tháng kể từ tháng 2 năm 1959, do Hồng Nghi và Phạm Kỳ Nam cùng đảm nhiệm vai trò đạo diễn, Nguyễn Đắc là quay phim chính và Đào Đức đảm nhiệm vai trò họa sĩ thiết kế. Thời điểm này, Phạm Kỳ Nam mới học ở Học viện Điện ảnh Pháp về và là đạo diễn duy nhất của miền Bắc khi ấy được đào tạo bài bản, còn lại toàn bộ đoàn làm phim bao gồm Nguyễn Hồng Nghi đều từ chiến khu Việt Bắc và chủ yếu mới có kinh nghiệm sản xuất phim tài liệu, thời sự. Trước đó, ông đã sang Trung Quốc học tập tại xưởng phim Trường Xuân. Theo đạo diễn Vũ Phạm Từ, đây là một trong những nguyên nhân giúp Nguyễn Hồng Nghi được giao trách nhiệm đạo diễn chính phim truyện đầu tiên này.
Bộ phim lấy bối cảnh sông Bến Hải sau hiệp định Genève này chính thức được công chiếu tại Việt Nam vào ngày 20 tháng 7 năm 1959, đúng vào dịp kỷ niệm 5 năm ngày ký kết hiệp định. Không chỉ được chiếu tại Liên hoan phim quốc tế Moskva lần thứ nhất cùng năm, bộ phim còn được lồng tiếng thuyết minh tiếng Trung, ra mắt trong Tuần phim Việt Nam tổ chức bởi Hội Hữu nghị Trung-Việt ở nhiều thành phố như Trường Xuân, Nam Ninh. Tại Liên hoan phim Việt Nam lần thứ 2 năm 1973, Chung một dòng sông đã nhận được Bông sen vàng cho phim truyện điện ảnh kỷ niệm 20 năm điện ảnh cách mạng Việt Nam. Mặc dù bộ phim đạt được sự chú ý và thành công nhất định, nhưng bản thân đạo diễn Nguyễn Hồng Nghi vẫn tự phê bình "tính tư tưởng của tác phẩm thì khá phong phú, nhưng tính nghệ thuật thì lại chưa đủ". Tuy vậy với Chung một dòng sông, loại hình phim truyện Việt Nam ra đời.

### Vật kỷ niệm
Sau khi hoàn thành Chung một dòng sông, Nguyễn Hồng Nghi tiếp tục hợp tác với đạo diễn Phạm Kỳ Nam thực hiện bộ phim Vật kỷ niệm do Hồng Lực và Đào Xuân Tùng viết kịch bản dựa trên truyện ngắn "Vật kỷ niệm của người đã khuất" của tác giả Cường Tráng và Văn Ngữ. Bộ phim còn có sự tham gia của nhà quay phim Nguyễn Đắc, nhạc sĩ Doãn Nho cùng các diễn viên Phi Nga, Trung Tín, Minh Trị. Khi công chiếu, Vật kỷ niệm đã gây xúc động mạnh cho người xem và rất được khán giả hoan nghênh. Đạo diễn Huy Thành lúc bấy giờ đang theo học khóa 1 Trường Điện ảnh Việt Nam đã viết một bài phê bình đăng lên Tạp chí Văn nghệ tháng 4 năm 1961; trong đó có một đoạn:
| “           | ...Có thể nói rằng phim Vật kỷ niệm là một bước chuyển đầu tiên rất đáng kể trong phim truyện của ta; cái dụng ý tuyên truyền không lộ liễu nữa ; tính tư tưởng , tính giáo dục lặn xuống sâu hơn, thoải mái hơn; người xem phim tưởng như chỉ xem một câu chuyện mà câu chuyện đó lại lay động tâm hồn, nâng cao suy nghĩ của người xem... | ” |
| — Huy Thành | |   |

Ngoài Vật kỷ niệm, điện ảnh cách mạng Việt Nam chỉ sản xuất được 2 phim khác trong năm 1960 là Cô gái nông trường của đạo diễn Nguyễn Tiến Lợi và Vườn cam của đạo diễn Phạm Văn Khoa. Mặc dù bộ phim truyện thứ hai của Nguyễn Hồng Nghi đã được đánh giá cao hơn 2 bộ phim còn lại nhưng vẫn có nhiều khuyết điểm so với Chung một dòng sông. Sau khi công chiếu tại Việt Nam, bộ phim tiếp tục ra mắt khán giả Liên Xô với tên Сувенир погибшего. Năm 1962, bộ phim được lồng tiếng, thêm phụ đề và công chiếu cho khán giả Trung Quốc với tên 纪念品.

## Các công tác khác

### Giảng dạy
Năm 1949, Nha Thông tin (tiền thân của Bộ Văn hóa) và Sở Nhiếp ảnh Trung ương (tiền thân của Ban Biên tập ảnh Thông tấn xã Việt Nam) phối hợp mở lớp đào tạo phóng viên ảnh cho cán bộ Ty văn hóa các tỉnh miền bắc. Nguyễn Hồng Nghi – lúc bấy giờ là chuyên viên của Nha Thông tin – được giám đốc Nguyễn Tấn Gi Trọng giao cho việc đứng lớp. Ông cũng là một trong những giảng viên của lớp đào tạo phóng viên ảnh đầu tiên này cùng với nhà nhiếp ảnh Nguyễn Hồng Tranh, họa sĩ Tô Ngọc Vân, Nguyễn Tư Nghiêm. Những năm đầu của thập niên 1960, Hoa Kỳ mở rộng chiến tranh ra toàn Đông Dương, việc bổ sung lực lượng quay phim trên các chiến trường trở thành yêu cầu cấp bách của nền điện ảnh cách mạng Việt Nam. Năm 1965, Trường Điện ảnh Việt Nam và Xưởng phim Thời sự tài liệu khai giảng khóa quay phim "chống Mỹ cứu nước" do Nguyễn Hồng Nghi trực tiếp phục trách. Nhiều học sinh của khóa quay phim năm 1965 đã trở thành lực lượng nòng cốt của điện ảnh cách mạng Việt Nam như các nhà quay phim, đạo diễn Thanh An, Trần Văn Thủy, Đào Trọng Khánh, Nguyễn Văn Nẫm, Xuân Sơn, Sỹ Chung.

### Quản lý
Năm 1966, Nguyễn Hồng Nghi được bổ nhiệm làm Phó Giám đốc phụ trách nghệ thuật của Hãng phim Tài liệu và Khoa học Trung ương. Đến tháng 11 năm 1969, với tư cách là sáng lập viên, ông đóng vai trò chủ chốt trong việc tổ chức thành công đại hội thành lập Hội Điện ảnh Việt Nam. Ông trở thành Tổng thư ký đầu tiên của hội và đảm nhiệm vai trò này trong suốt 9 năm cho đến khi bàn giao lại công việc cho ban thứ ký khóa 2 vào năm 1978. Ban thường trực chỉ có 3 người, Nguyễn Hồng Nghi đã phải bắt tay xây dựng Hội Điện ảnh với nhiều khó khăn trong hoàn cảnh chiến sự lan rộng khắp cả nước. Ông dành phần lớn thời gian của mình để tham dự các hội thảo, đi thực tế, triển lãm, chiếu phim học tập, bình chọn và khen thưởng các tác phẩm có giá trị. Trong bối cảnh chiến tranh thiếu thốn về kinh phí và thiết bị, ông đã đề ra và triển khai nhiều phương án để tạo nguồn kinh phí, tạo tiền đề cho việc xuất bản Tạp chí Điện ảnh và các tài liệu nghiên cứu của hội.
Toàn bộ thời gian vốn dĩ dành cho việc làm phim của bàn thân được ông dành hết cho công việc của hội. Trong thời gian phải sơ tán theo đơn vị, ông còn tổ chức biên soạn và in ấn hai cuốn sách "Điện ảnh Miền Nam – Điện ảnh Cách mạng" và "Văn kiện Đại hội thành lập Hội", một công việc tưởng chừng không thể thực hiện trong thời gian này. Nguyễn Hồng Nghi là người đề ra sáng kiến ký kết hợp tác với Hội Điện ảnh nhiều nước, cũng là người đã vận động Điện ảnh Liên Xô và Bulgaria tặng Hội Điện ảnh Việt Nam bộ ống kính quay phim màn ảnh rộng đầu tiên trong nước và những hộp phim màu – những loại vật tư điện ảnh quý hiếm thời bấy giờ – để đoàn làm phim Thành phố lúc rạng đông thực hiện bộ phim tài liệu này và mang về cho điện ảnh Việt Nam giải Bồ câu vàng tại Liên hoan phim Leipzig. Năm 1975, Chiến dịch Hồ Chí Minh bùng nổ. Dù đã ở tuổi 60 những Nguyễn Hồng Nghi vẫn cùng các đồng nghiệp Hội Điện ảnh lên đường cùng các đơn vị bộ đội dọc theo Trường Sơn để chụp ảnh, quay phim và triển khai các công tác hội.

## Qua đời và vinh danh
Nguyễn Hồng Nghi nghỉ hưu từ đầu năm 1979. Đến năm 1985, ông được trao tặng Huân chương Kháng chiến chống Mỹ hạng Nhất và Huân chương Lao động hạng Nhì. Ông qua đời vào ngày 12 tháng 2 năm 1991 tại Bệnh viện Hữu Nghị, Hà Nội và tang lễ được tổ chức vào ngày 20 tháng 2 cùng năm. Tang lễ có sự tham gia của nhiều nhà lãnh đạo cấp cao như Tố Hữu, Đào Duy Tùng, Nguyễn Khánh, Trần Hoàn, Nông Quốc Chấn, Đình Quang, Hồ Anh Dũng. Mặc dù là một trong những nhà làm phim gắn bó với điện ảnh Việt Nam từ những ngày đầu thành lập và để lại những dấu ấn nhất định nhưng Nguyễn Hồng Nghi không được phong tặng danh hiệu nghệ sĩ trong hai đợt đầu khi ông còn sống. Hai năm sau khi qua đời, ông mới được nhà nước Việt Nam truy tặng danh hiệu Nghệ sĩ ưu tú trong đợt phong tặng danh hiệu lần thứ 3. Năm 2010, ông cùng các cố nghệ sĩ Phạm Văn Khoa, Khương Mễ, Mai Lộc được vinh danh tại Giải Cánh diều 2009. Và hai năm sau, ông tiếp tục được truy tặng danh hiệu Nghệ sĩ nhân dân trong đợt trao tặng danh hiệu thứ 7. Năm 2017, ông được truy tặng Huân chương Độc lập hạng Nhất, trở thành 1 trong 3 nghệ sĩ điện ảnh đầu tiên được nhận huân chương này. Trước đó, ông đã từng nhận được nhiều huân chương khác cũng như tước hiệu Nghệ sĩ nhiếp ảnh có cống hiến đặc biệt xuất sắc của Hội Nghệ sĩ Nhiếp ảnh Việt Nam, và cúp Thành tựu trọn đời vì những cống hiến xuất sắc cho nền điện ảnh dân tộc của Hội Điện ảnh Việt Nam.

## Tác phẩm

### Quay phim
| Năm  | Phim                                                                                                | Đạo diễn        | Đồng quay phim                                                                            | Chú   | Nguồn           |
| ---- | --------------------------------------------------------------------------------------------------- | --------------- | ----------------------------------------------------------------------------------------- | ----- | --------------- |
| 1950 | Dân công phục vụ tiền tuyến                                                                         | —               | —                                                                                         | [ a ] | [ 104 ] [ 105 ] |
| 1952 | Việt Nam kháng chiến                                                                                | Xướng Hạc Linh  | - Vu Thúc Chiêu, Diêu Tân Đức, Vương Hạo - Xướng Hạc Linh, Nguyễn Tiến Lợi                | [ b ] | [ 106 ] [ 107 ] |
| 1952 | Chiến thắng Tây Bắc                                                                                 | Mai Lộc         | Nguyễn Tiến Lợi, Nguyễn Thụ, Mai Lộc                                                      |       | [ 108 ] [ 109 ] |
| 1954 | Chiến thắng Điện Biên Phủ                                                                           | Nguyễn Tiến Lợi | Nguyễn Tiễn Lợi, Nguyễn Thụ                                                               |       | [ 110 ] [ 43 ]  |
| 1955 | Việt Nam                                                                                            | Roman Karmen    | - Roman Karmen, V. Yeshurin, Evgeny Mukhin, - Nguyễn Tiến Lợi, Mai Lộc, Nguyễn Quang Tuấn | [ c ] | [ 111 ] [ 112 ] |
| 1955 | Ngày lịch sử                                                                                        | V. Yeshurin     | Nguyễn Tiến Lợi, Phan Nghiêm                                                              | [ c ] | [ 113 ]         |
| 1955 | Đón Trung ương Đảng và Bác Hồ về lại thủ đô                                                         | —               | —                                                                                         |       | [ 114 ] [ 115 ] |
| 1955 | Phái đoàn chính phủ ta do Thủ tướng Phạm Văn Đồng dẫn đầu thăm các nước Ấn Độ, Miến Điện, Indonesia | —               | —                                                                                         |       | [ 114 ] [ 116 ] |
| 1956 | Chủ tịch Hồ Chí Minh và Đoàn đại biểu Đảng, chính phủ ta thăm Liên Xô, Trung Quốc, Mông Cổ          | —               | —                                                                                         |       | [ 114 ] [ 117 ] |
| 1956 | Mùa xuân trên khu tập kết Pathet Lào                                                                | —               | —                                                                                         |       | [ 114 ] [ 118 ] |

### Đạo diễn
| Năm  | Phim                                          | Thể loại      | Đồng đạo diễn | Biên kịch                   | Quay phim     | Chú   | Nguồn           |
| ---- | --------------------------------------------- | ------------- | ------------- | --------------------------- | ------------- | ----- | --------------- |
| 1959 | Chung một dòng sông                           | Phim truyện   | Phạm Kỳ Nam   | Cao Đình Báu, Đào Xuân Tùng | Nguyễn Đắc    | [ d ] | [ 119 ] [ 120 ] |
| 1960 | Vài hình ảnh về đời hoạt động của Hồ Chủ tịch | Phim tài liệu | Phạm Kỳ Nam   |                             | Nguyễn Như Ái |       | [ 121 ] [ 122 ] |
| 1961 | Vật kỷ niệm                                   | Phim truyện   | Phạm Kỳ Nam   | Hồng Lực, Đào Xuân Tùng     | Nguyễn Đắc    |       | [ 85 ] [ 123 ]  |
| 1965 | Ngọn cờ giải phóng                            | Phim tài liệu |               |                             |               |       | [ 124 ]         |
| 1968 | Tiếng gọi mùa xuân                            | Phim tài liệu |               |                             |               |       | [ 114 ] [ 125 ] |
| 1969 | Tang lễ Chủ tịch Hồ Chí Minh (Lễ tang Bác)    | Phim tài liệu |               |                             |               |       | [ 126 ]         |

## Thành tựu

### Danh hiệu
- Nghệ sĩ ưu tú (1993).
- Nghệ sĩ nhân dân (2012).

### Huân chương
- Huân chương Kháng chiến chống Pháp hạng Ba.
- Huân chương Kháng chiến chống Mỹ hạng Nhất.
- Huân chương Lao động hạng Nhì.
- Huân chương Độc lập hạng Nhất.

### Giải thưởng và đề cử
| Năm       | Lễ trao giải                            | Hạng mục             | Tác phẩm                                  | Kết quả       | Nguồn           |
| Điện ảnh  | Điện ảnh                                | Điện ảnh             | Điện ảnh                                  | Điện ảnh      | Điện ảnh        |
| --------- | --------------------------------------- | -------------------- | ----------------------------------------- | ------------- | --------------- |
| 1959      | Liên hoan phim quốc tế Moskva lần thứ 1 | Grand Prix           | Chung một dòng sông                       | Đề cử         | [ 127 ]         |
| 1973      | Liên hoan phim Việt Nam lần thứ 2       | Phim truyện điện ảnh | Chung một dòng sông                       | Bông sen vàng | [ 128 ]         |
| 1973      | Liên hoan phim Việt Nam lần thứ 2       | Phim tài liệu        | Chiến thắng Tây Bắc                       | Bông sen vàng | [ 129 ] [ 130 ] |
| 1973      | Liên hoan phim Việt Nam lần thứ 2       | Phim tài liệu        | Chiến thắng Điện Biên Phủ                 | Bông sen vàng | [ 131 ] [ 132 ] |
| 1973      | Liên hoan phim Việt Nam lần thứ 2       | Phim tài liệu        | Hình ảnh về đời hoạt động của Hồ Chủ tịch | Bông sen vàng | [ 133 ]         |
| Nhiếp ảnh |                                         |                      |                                           |               |                 |
| 1961      | Cuộc thi ảnh toàn quốc                  |                      | Trở về                                    | Giải Nhất     | [ 16 ]          |
| 1990      | Cuộc thi ảnh toàn quốc                  |                      | Phút nghỉ ngơi (chụp năm 1948)            | Giải Nhất     | [ 18 ]          |